# Kurtiella
Kurtiella ist eine Muschel-Gattung aus der Familie der Linsenmuscheln (Montacutidae). Die Arten der Gattung sind soweit bekannt Kommensalen von Stachelhäutern (Echinodermen). Der Gattungsname ehrt den Muschelspezialisten Dr. Kurt Ockelmann.

## Merkmale
Die gleichklappigen Gehäuse sind klein (unter 9 mm), meist länger als hoch und moderat aufgebläht (dick). Die sind ungleichseitig, die Wirbel stehen etwas hinter der Mitte der Gehäuselänge.
Der Prodissoconch (Embryonal- und Larvalgehäuse) ist linsenförmig, wenig aufgebläht und weist einen Prodissoconch II auf, der aber auch fehlen kann. Der Dissoconch (Juvenil- und Adultgehäuse) zeigt auf der Oberfläche eine feine, randparallele Linienskulptur und seltener, eine radiale Mikroskultur bestehend aus sehr feinen, divergierenden Linien. Der ventrale Gehäuserand ist glatt, die Klappenränder liegen dicht aneinander an (sie klaffen nicht). Die Schlossplatte nimmt etwa die Hälfte der Gehäuselänge ein; erstreckt sich am Dorsalrand auf beiden Seiten der Wirbel. Unterhalb der Wirbel wird die Schlossplatte durch die Kerbe des großen, intern liegenden Ligaments unterbrochen. Der untere Teil des Ligaments ist verkalkt und bildet ein Lithodesma. Die rechte Klappe besitzt zwei kurze, aber deutlich ausgeprägte Lateralzähne, die das Ligament am vorderen und hinteren Dorsalrand begrenzen. Sie sind vom Dorsalrand durch deutliche Längsgruben getrennt. Die linke Klappe hat nur zwei undeutliche Lateralzähne, je einen vorderen und hinteren, die quasi nur Anschwellungen auf der Schlossplatte sind. Der vordere und hintere Schließmuskel sind nahezu gleich groß. Die Palliallinie ist deutlich und nicht eingebuchtet. Die Schale des Dissoconch ist weißlich, der Prodissoconch weißlich bis bräunlich. Die Kiemen bestehen nur aus dem absteigenden Teil des äußeren Kiemenblattes (Halbkieme). Labialpalpen können vorhanden sein oder auch fehlen. Der Fuß ist beilförmig mit einem ventralen Kiel.

### Ähnliche Gattungen
Montacuta Turton, 1822 hat keine hinteren Lateralzähne.

## Geographische Verbreitung, Lebensraum und Lebensweise
Die Arten der Gattung kommen im Atlantik und im Pazifik vor. Sie leben vom Flachwasser bis in größere Meerestiefen. Die Arten der Gattung sind soweit bekannt Kommensalen von Stachelhäutern (Echinodermen).

## Taxonomie
Die Gattung wurde von Serge Gofas und Carmes Salas 2008 aufgestellt. Sie wird von der MolluscaBase als gültiges Taxon akzeptiert.
- Gattung Kurtiella Gofas & Salas, 2008
  - Kurtiella africana Gofas & Salas, 2016
  - Kleine Linsenmuschel (Kurtiella bidentata (Montagu, 1803))
  - Kurtiella compressa (Dall, 1913)
  - Kurtiella elliptica (Carpenter, 1857)
  - Kurtiella garfinkleae Valentich-Scott, 2012
  - Kurtiella jablonskii Valentich-Scott, 2012
  - Kurtiella lediformis (Olsson, 1961)
  - Kurtiella ovata (Jeffreys, 1881)
  - Kurtiella pedroana (Dall, 1899)
  - Kurtiella pellucida (Jeffreys, 1881)
  - Kurtiella piscatorum Gofas & Salas, 2016
  - Kurtiella regueroae Valentich-Scott, 2012
  - Kurtiella sublaevis (Carpenter, 1857)
  - Kurtiella tertia Gofas & Salas, 2016
  - Kurtiella thielei M. Huber, 2015
  - Kurtiella triangularis (Watson, 1897)
  - Kurtiella tumida (Carpenter, 1864)
  - Kurtiella tumidula (Jeffreys, 1866)
  - Kurtiella umbonata (Carpenter, 1857)
  - Kurtiella verrilli (Dall, 1899)

## Belege